# Бакстер, Ричард
Ричард Бакстер (англ. Richard Baxter; 12 ноября 1615, Роутон, графство Шропшир — 7 декабря 1691, Лондон) — известный пуританский богослов и общественный деятель.

## Биография
Получил довольно незначительное образование, оставшись преимущественно самоучкой. В 1638 г. начал преподавать в начальной школе в Дадли, там же был рукоположён во священники. Сначала был проповедником в Киддерминстере. Прогнанный в начале гражданской войны из своего прихода, он примкнул в 1642 г., в качестве полевого священника одного индепендентского полка, к парламентской армии. В 1649 г. он вернулся к своей прежней общине; но когда (в 1662 г.) появился известный act of uniformity, Бакстер, вынужденный оставить свою должность, удалился в Актон (ныне в составе Лондона). Индульгенция 1672 г. (Declaration of indulgence) дала ему вновь возможность выступать публично в качестве проповедника. Он отправился в Лондон, но на основании некоторых мест из его «Парафраз Нового Завета» был привлечен к судебной ответственности и приговорен к тюремному заключению и денежному штрафу. Только с вступлением на престол Вильгельма III (1689) водворившаяся терпимость ко всем протестантским конфессиям дала Бакстеру желанный покой, которым он пользовался оставшееся до смерти недолгое время.
Его значение состоит частью в том, что благодаря ему в английскую теологию был проведен более мягкий, в духе М. Амиро, кальвинизм, названный бакстерианизмом и проповедующий, правда, предназначение известного числа смертных ко спасению, но не допускающий вперед предопределенной отверженности для ищущих спасения. Созданный им в его сочинении «Евангелический священник» идеал проповедника он осуществил, кажется, в своей деятельности. Ср. в книге Г. Вейнгартена «Die Revolutionskirchen Englands» (Берлин, 1868) и в биографии Бакстера, написанной Дж. Бойлом.
Сочинения Бакстера изданы У. Ормом в Лондоне (1830 г.), затем в 1847 г. в 4 томах, избранные сочинения на немецком языке О. Герлахом (3 изд. Клауса, Карлсруэ, 1882 г.). Его автобиография издана М. Сильвестром под заглавием: «Reliquiae Baxterianae» (Лондон, 1696; 2 изд., 1713). Сочинения Бакстера много раз переводились на русский язык: «О вечном покое праведников» (СПб., 1839—40, 1840—49 и 1881; Москва, 1841), «Возвание к необращенным» (СПб., 1835), «Реформированный пастор» (М.: Центр «Нарния», 2010).
Интерес к трудам Бакстера усилился в XX веке благодаря тому, что его учение стало одним из предметов анализа Макса Вебера в труде «Протестантская этика и дух капитализма» (1905).